# CW電視網
CW电视联播网（英語：The CW Television Network；简称：CW电视网 / ）是美国一家英语免费电视联播网，由CW电视网有限责任公司（The CW Network, LLC）负责运营。CW电视网有限责任公司最初是由派拉蒙全球（前身為CBS公司、維亞康姆CBS）与華納兄弟探索（前身為時代華納、華納媒體）联合投资的有限责任公司。兩家公司將联合派拉蒙电视网和华纳兄弟电视网整合為CW電視網，名称取自两家母公司的英语名字首。2022年，派拉蒙與華納兄弟探索各自減持份額至12.5%，將CW電視網的75%股權拋售給次星傳媒集團。
CW电视联播网于2006年9月18日正式在全美推出，而组成该电视网的联合派拉蒙电视网和华纳兄弟电视网则分别在同年9月15日和17日分别停止了播出。在CW电视网开播的头两晚，即2006年9月18日和19日的晚间节目基本由重播内容和开播特别节目组成。直到2006年9月20日，CW电视网才播出了其第一档节目——《全美超模新秀大赛》第七季的开篇2小时特辑。最初，CW电视网的收视观众定位在18岁到34岁之间的女性观众，但是从2011年开始，CW电视网的节目也开始吸引到不少男性观众。截止2017年8月，CW电视网的观众性别趋于平衡，即男女观众各占一半。CW电视网节目目前在每周七天都有播出，分别是在周一到周五下午时段（CW日间节目）；周日到周五的晚间黄金时段；以及由立顿娱乐所制作的周六早晨真人教育节目时段，该时段节目被称为《一个壮丽早晨》，是动画栏目《Vortexx》的接班栏目。
加拿大观众可以通过付费电视收看CW电视网节目，订阅这些付费电视可以透过CBS公司在加拿大境内直属台站或位于美加边界的附属台站获得。需要注意的是，CW电视网透过付费电视在加拿大境内播出需要遵守加拿大广播电视及通讯委员会的同步替换政策，即加拿大本国电视网如果拥有某档节目或电视剧在加拿大境内的播出权限，那么非加拿大本国电视网在加拿大播出同部节目或电视剧时必须进行替换。除此之外，加拿大观众也可以通过无线电视收看两个超级台站——纽约市的WPIX和洛杉矶的KTLA所发射的CW电视网信号。
此外，墨西哥的电视观众也可以通过靠近美墨边界的美国电视服务商来订阅收看CW电视网，或也可以尝试接受美国境内无线台站所发射的电视信号。

## 历史

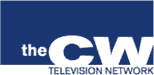
CW电视联播网在正式开播前所发布的原始标志。2006年5月18日，在电视网的首次前期展示中，这个在2006年1月电视网刚刚组建是所采用的蓝白色矩形徽标被由绿色和白色弯曲字母所组成的徽标给取代。这个徽标与CNN的徽标都属于时代华纳公司所有。

### 1995年－2006年：历史渊源与组建过程
CW电视联播网是联合派拉蒙电视网与华纳兄弟电视网的后继者，这两家电视网均于1995年成立，且成立日期先后相差不到一个星期。
联合派拉蒙电视网和华纳兄弟电视网都是福斯电视网在美国观众面前刚刚站稳脚跟之后就宣布开播的电视网，但是这两家电视网在推出时造势有限，再加上节目质量平庸，最终导致两家电视网的收视率都并不理想。但是，在接下来运营的11个半播出季里，这两家电视网也推出了一些倍受欢迎和好评的连续剧及节目，例如：《吸血鬼猎人巴菲》、《星际旅行：航海家号》、《第七天堂》、《恋爱时代》、《圣女魔咒》、《超人前传》和《全美超模新秀大赛》等。在两家电视网成立的第一个十年过去后，两家电视网开始衰落。它们不仅没有取得期待的收视份额或达到福斯电视网在头个十年所取得的成就，并且它们与ABC电视网、NBC电视网、CBS电视网这三大电视网的距离越来越远。在联合派拉蒙电视网与华纳兄弟电视网存续的11年间，它们共计造成20亿美元的损失。早在1995年9月，克里斯与克拉夫特工业（Chris-Craft Industries）、维亚康姆和时代华纳就曾有过将成立才8个月的两家电视网进行合并的打算；但由于两家电视网在主要收视市场上有大量重叠，因此谈判的最终结果因为克里斯与克拉夫特工业同论坛報广播公司在合并后各自电视台站利益该如何划分无法达成共识而破局。
来自CBS公司和时代华纳公司的高管们在2006年1月24日宣布，他们将关闭联合派拉蒙电视网和华纳兄弟电视网，然后将两家电视网的资源整合为一家全新的电视网——CW电视联播网。他们将保留两家旧电视网的特色节目并为新电视网开发新的内容。CBS公司董事长莱斯利·沐恩维斯表示新电视网的名字取自CBS和华纳兄弟两家公司的首字母，并且开玩笑道，“基于众所周知的原因，我们不能叫作WC。”虽然据称有一些高管不喜欢这个名字，但是沐恩维斯在2006年3月表示，新名称是“零机会”改变的，因为根据调查显示，48%的目标收视群体已经知道CW这个名字。
CW电视联播网在2006年5月宣布，它们将从联合派拉蒙电视网和华纳兄弟电视网的特色节目中选取13个作为其开播以来首个秋季节目表的一部分。这13个节目包括来自华纳兄弟电视网的7个电视节目系列（《第七天堂（7th Heaven）》、《美女与书呆子》、《吉尔莫女孩》、《篮球兄弟》、《辣快妈妈瑞芭秀》、《超人前传》和《邪恶力量》）和来自联合派拉蒙电视网的6个电视节目系列（《全美超模新秀大赛》、《美眉校探》、《人人都恨查理斯》、《闺蜜大作战》、《离婚快乐》和《世界摔角娱乐：杀一儆百》）。在CW电视联播网正式开播后，CW电视网选择了华纳兄弟电视网的节目编程模式，其部分原因在于华纳兄弟电视网拥有更宽泛的基本节目编排，允许新电视网编排更多的节目时间。在联合派拉蒙电视网和华纳兄弟电视网关闭时，联合派拉蒙电视网每周只播出12小时的节目，因为联合派拉蒙电视网只是一家提供每周黄金时段节目联播的电视网。而华纳兄弟电视网则每周提供30个小时的播出节目，因为它还包括联合派拉蒙电视网所没有的日间节目时段和一个儿童节目时段。

### 2006年－2011年：节目开播与早期竞争
与联合派拉蒙电视网与华纳兄弟电视网的定位一致，CW电视联播网的目标收视群体就是年轻族群。CBS公司和时代华纳公司希望结合两家电视网的节目内容和附属转播台站能够将CW电视网打造成美国的第五大“主要”电视网。2006年9月11日，在CW电视联播网正式开播的前一周，其官方网站正式推出。CW电视网的官方网站主要提供有关CW电视网节目的更多讯息。
2006年9月18日，CW电视联播网在重播了《第七天堂》第10季的季终集之后，播出了在加利福尼亚州伯班克的华纳兄弟工作室内举办的由CBS电视网旗下节目《今夜娱乐》所推出的开播特别节目暨首播庆功派对。

## 相关服务

### 高清电视
CW电视联播网的主信号流为1080i的高清模式，所有联播节目都将从2012年6月转换为该格式。自2012年3月开始，CW电视联播网的黄金时段节目都已经转换为高清格式，而《全美超模新秀大赛》是该电视网最后一个转换成高清格式的黄金时段电视节目。

### 视频种源
CW种源（CW Seed），以前也被称为或“CW数字工作室”，这是CW电视联播网旗下一个制作部门，专门为数字平台提供专属原创内容。CW种源所制作的内容涵盖动画片、游戏节目、喜剧和数字个性领域。CW种源以前是作为CW电视网官方网站的一个主要部分而存在，在2014年被分拆到一个独立域名网站上。CW种源所制作的原创网络系列节目或剧集包括：《徒欢乐（Stupid Hype）》、《在一起（I Ship It）》、《血族指南（How to Be a Vampire）》、《乔乔头》、《毕业舞会王后》、《夫夫们》和隶属“绿箭宇宙”的《雌狐 (網路動畫影集)》、《自由战士：射线》，以及《康斯坦丁：恶魔之城》。此外，CW种源还拥有多部分属CBS公司或华纳兄弟的存档电视节目。

## 延伸阅读
- Kayti Adaire Lausch. . 德州大学奥斯汀分校.   [2019-06-15]. （原始内容存档于2019-09-22）.